# Liste der Kulturdenkmale in Waltersdorf (Großschönau)
In der Liste der Kulturdenkmale in Waltersdorf (Großschönau) sind die Kulturdenkmale des Ortsteils Waltersdorf der Gemeinde Großschönau verzeichnet, die bis September 2024 vom Landesamt für Denkmalpflege Sachsen erfasst wurden (ohne archäologische Kulturdenkmale). Die Anmerkungen sind zu beachten.

## Liste der Kulturdenkmale in Waltersdorf
| Bild                                    | Bezeichnung | Lage                                                                                           | Datierung                                                              | Beschreibung | ID       |
| --------------------------------------- | --- | ---------------------------------------------------------------------------------------------- | ---------------------------------------------------------------------- | --- | -------- |
|                                         | Denkmalschutzgebiet Waltersdorf (Vorschlag) | Großschönau, Ortsteil Waltersdorf, Landkreis Görlitz (Karte)                                   |                                                                        | | 09303157 |
| Direkt Bild zu diesem Denkmal hochladen | Wohnhaus (Umgebinde) | Am Butterberg 1 (Karte)                                                                        | Bezeichnet mit 1790                                                    | Baugeschichtlich und sozialgeschichtlich von Bedeutung | 09270699 |
| Weitere Bilder                          | Wohnhaus (Umgebinde) | Am Butterberg 2 (Karte)                                                                        | Bezeichnet mit 1819                                                    | Schönes Portal mit Korbbogen, floralem Schmuck und Bezeichnung 1819, baugeschichtlich und sozialgeschichtlich von Bedeutung | 09270696 |
| Weitere Bilder                          | Wohnhaus (Umgebinde) | Am Butterberg 3 (Karte)                                                                        | 2. Hälfte 19. Jahrhundert                                              | Doppelstubenhaus, eingeschossig, baugeschichtlich und sozialgeschichtlich von Bedeutung | 09270697 |
| Direkt Bild zu diesem Denkmal hochladen | Wohnhaus (Umgebinde) | Am Butterberg 5 (Karte)                                                                        | 18. Jahrhundert                                                        | Obergeschoss Fachwerk, ein Hof mit Nummer 6 und 7, war Meierhof und möglicherweise Sitz des Lokators des Ortes, Walter; letzteres ist nicht belegt, baugeschichtlich von Bedeutung | 09301024 |
| Direkt Bild zu diesem Denkmal hochladen | Wohnhaus (Umgebinde) | Am Butterberg 9 (Karte)                                                                        | Um 1850                                                                | Baugeschichtlich und sozialgeschichtlich von Bedeutung | 09301025 |
|                                         | Wohnhaus (Umgebinde) | Am Butterberg 10 (Karte)                                                                       | 1. Hälfte 19. Jahrhundert                                              | Sandstein-Korbbogenportal mit Bezeichnung 1800 oder 1806, baugeschichtlich und sozialgeschichtlich von Bedeutung | 09270682 |
| Direkt Bild zu diesem Denkmal hochladen | Wohnhaus (Umgebinde) mit gemauertem Bachbett | Am Butterberg 11 (Karte)                                                                       | 2. Hälfte 19. Jahrhundert                                              | Eingeschossig, baugeschichtlich und sozialgeschichtlich von Bedeutung | 09270681 |
| Weitere Bilder                          | Wohnhaus (Umgebinde) mit gemauertem Bachbett (Gemeinde- und Armenhaus) | Am Butterberg 14 (Karte)                                                                       | Bezeichnet mit 1770                                                    | Haus Obergeschoss Blockbau, baugeschichtlich und sozialgeschichtlich von Bedeutung | 09270680 |
| Weitere Bilder                          | Wohnhaus (Umgebinde) mit Gaststätte „Am Butterberg“, sowie die Stützmauer und gemauertem Bachbett | Am Butterberg 15 (Karte)                                                                       | Bezeichnet mit 1725                                                    | Ehemals Bleierei, baugeschichtlich und ortsgeschichtlich von Bedeutung | 09270679 |
|                                         | Wohnhaus (Umgebinde) | Am Hauserberg 1 (Karte)                                                                        | 2. Hälfte 19. Jahrhundert                                              | Baugeschichtlich und sozialgeschichtlich von Bedeutung | 09270724 |
| Direkt Bild zu diesem Denkmal hochladen | Wohnhaus (Umgebinde) und Scheune (Fachwerk) | Am Hauserberg 2 (Karte)                                                                        | 2. Hälfte 19. Jahrhundert                                              | Baugeschichtlich, sozialgeschichtlich und wirtschaftsgeschichtlich von Bedeutung | 09270725 |
| Direkt Bild zu diesem Denkmal hochladen | Wohnhaus (Umgebinde) | Am Hauserberg 5 (Karte)                                                                        | 2. Hälfte 19. Jahrhundert                                              | Eingeschossig, baugeschichtlich und sozialgeschichtlich von Bedeutung | 09270709 |
| Direkt Bild zu diesem Denkmal hochladen | Wohnhaus (Umgebindehaus), mit kleiner Stützmauer | Am Kirschhübel 2 (Karte)                                                                       | 2. Hälfte 19. Jahrhundert                                              | Baugeschichtlich und sozialgeschichtlich von Bedeutung | 09270800 |
| Direkt Bild zu diesem Denkmal hochladen | Wohnstallhaus (Umgebinde), dazu die Stützmauern an der Dorfstraße | Am Kirschhübel 4 (Karte)                                                                       | Ende 19. Jahrhundert                                                   | Baugeschichtlich und wirtschaftsgeschichtlich von Bedeutung | 09270801 |
| Weitere Bilder                          | Wohnhaus (Umgebinde), Wasserbecken und Born | Am Kirschhübel 6 (Karte)                                                                       | Bezeichnet mit 1775                                                    | Baugeschichtlich und hausgeschichtlich von Bedeutung | 09270802 |
| Direkt Bild zu diesem Denkmal hochladen | Wohnhaus (Umgebinde) | Am Sonneberg 1 (Karte)                                                                         | 2. Hälfte 19. Jahrhundert                                              | Eingeschossig, baugeschichtlich und sozialgeschichtlich von Bedeutung | 09270595 |
| Direkt Bild zu diesem Denkmal hochladen | Wohnhaus (Umgebinde) | Am Sonneberg 3 (Karte)                                                                         | 4. Viertel 19. Jahrhundert                                             | Baugeschichtlich und sozialgeschichtlich von Bedeutung | 09270596 |
| Direkt Bild zu diesem Denkmal hochladen | Wohnhaus | Am Sonneberg 4 (Karte)                                                                         | 2. Hälfte 19. Jahrhundert                                              | Fachwerk, baugeschichtlich und sozialgeschichtlich von Bedeutung | 09270597 |
| Direkt Bild zu diesem Denkmal hochladen | Wohnhaus (Umgebinde) | Am Sonneberg 6 (Karte)                                                                         | 2. Hälfte 19. Jahrhundert                                              | Baugeschichtlich und sozialgeschichtlich von Bedeutung | 09270593 |
| Direkt Bild zu diesem Denkmal hochladen | Wohnhaus (Umgebinde) | Am Sonneberg 7 (Karte)                                                                         | 2. Hälfte 19. Jahrhundert                                              | Baugeschichtlich und sozialgeschichtlich von Bedeutung | 09270594 |
| Direkt Bild zu diesem Denkmal hochladen | Wohnhaus (Umgebinde) | Am Sonneberg 9 (Karte)                                                                         | 2. Hälfte 19. Jahrhundert                                              | Eingeschossig, baugeschichtlich und sozialgeschichtlich von Bedeutung | 09270589 |
| Direkt Bild zu diesem Denkmal hochladen | Wohnhaus | Am Sonneberg 10 (Karte)                                                                        | 1930er Jahre                                                           | Holzbau, baugeschichtlich von Bedeutung | 09270587 |
| Direkt Bild zu diesem Denkmal hochladen | Wohnhaus (Umgebinde) | Am Sonneberg 12 (Karte)                                                                        | 2. Hälfte 19. Jahrhundert                                              | Eingeschossig, baugeschichtlich und sozialgeschichtlich von Bedeutung | 09270588 |
| Direkt Bild zu diesem Denkmal hochladen | Wohnhaus | An der Lausche 1 (Karte)                                                                       | 1930er Jahre                                                           | Baugeschichtlich von Bedeutung | 09270604 |
|                                         | Wohnhaus (Umgebinde) und Wasserstube | Auf der Heide 2 (Karte)                                                                        | Um 1775                                                                | Sandstein-Portal mit floralem Schmuck, baugeschichtlich und sozialgeschichtlich von Bedeutung | 09270629 |
| Weitere Bilder                          | Wohnhaus (Umgebinde) | Auf der Heide 3 (Karte)                                                                        | 1. Hälfte 19. Jahrhundert                                              | Wohnhaus mit Abseite, baugeschichtlich und sozialgeschichtlich von Bedeutung | 09270628 |
| Weitere Bilder                          | Zwölf Mehrfamilienhäuser einer Arbeitersiedlung (Ostsiedlung Waltersdorf) | August-Bebel-Straße 1, 3, 4, 5, 6, 7, 8, 9, 10, 11, 12, 13, 14, 15, 16, 17, 18, 20, 22 (Karte) | 1942/1943                                                              | Siedlung für die Arbeiter einiger aus Berlin nach Waltersdorf ausgelagerter Betriebe, darunter Sperrsignal und Fallschirmbau, die Ostsiedlung zählt zu den seltenen Zeugnissen des Wohnungsbaus im Zweiten Weltkrieg, ortsgeschichtlich und sozialgeschichtlich von Bedeutung | 09270380 |
|                                         | Wohnhaus (Umgebinde) | Dorfstraße 2 (Karte)                                                                           | 2. Hälfte 19. Jahrhundert                                              | Baugeschichtlich und sozialgeschichtlich von Bedeutung | 09270768 |
| Weitere Bilder                          | Wohnhaus (Umgebinde) | Dorfstraße 3 (Karte)                                                                           | Bezeichnet mit 1864                                                    | Baugeschichtlich und sozialgeschichtlich von Bedeutung | 09270767 |
| Weitere Bilder                          | Wohnhaus (Umgebinde) | Dorfstraße 4 (Karte)                                                                           | Bezeichnet mit 1780                                                    | Baugeschichtlich und sozialgeschichtlich von Bedeutung | 09270766 |
|                                         | Wohnhaus (Umgebinde) | Dorfstraße 7 (Karte)                                                                           | 2. Hälfte 19. Jahrhundert                                              | Baugeschichtlich und sozialgeschichtlich von Bedeutung | 09270765 |
| Weitere Bilder                          | Wohnhaus (Umgebinde) | Dorfstraße 8 (Karte)                                                                           | Bezeichnet mit 1785                                                    | Baugeschichtlich und sozialgeschichtlich von Bedeutung | 09270764 |
| Weitere Bilder                          | Wohnhaus (Umgebinde) | Dorfstraße 10 (Karte)                                                                          | 2. Hälfte 19. Jahrhundert                                              | Eingeschossig, baugeschichtlich und sozialgeschichtlich von Bedeutung | 09270763 |
| Direkt Bild zu diesem Denkmal hochladen | Wohnhaus (Umgebinde) | Dorfstraße 11 (Karte)                                                                          | Um 1800                                                                | Eingeschossiges Doppelstubenhaus, baugeschichtlich und sozialgeschichtlich von Bedeutung | 09301026 |
| Weitere Bilder                          | Wohnhaus (Umgebinde) und Scheune | Dorfstraße 12 (Karte)                                                                          | Bezeichnet mit 1791                                                    | Baugeschichtlich, sozialgeschichtlich und wirtschaftsgeschichtlich von Bedeutung | 09270762 |
| Weitere Bilder                          | Wohnhaus (Umgebinde) | Dorfstraße 13 (Karte)                                                                          | 2. Hälfte 19. Jahrhundert                                              | Baugeschichtlich und sozialgeschichtlich von Bedeutung | 09270761 |
|                                         | Türstock | Dorfstraße 14 (Karte)                                                                          | Bezeichnet mit 1806                                                    | Wohnhaus umgebaut, Korbbogen mit Schlussstein, bez. 1806, handwerklich-künstlerisch von Bedeutung | 09301027 |
|                                         | Wohnhaus (Umgebinde) eines ehemaligen Vierseithofes | Dorfstraße 15 (Karte)                                                                          | Bezeichnet mit 1806                                                    | Baugeschichtlich und sozialgeschichtlich von Bedeutung | 09270760 |
| Weitere Bilder                          | Wohnhaus (Umgebinde) | Dorfstraße 16 (Karte)                                                                          | 2. Hälfte 19. Jahrhundert                                              | Doppelstubenhaus, baugeschichtlich und sozialgeschichtlich von Bedeutung | 09270759 |
| Weitere Bilder                          | Wohnhaus (Umgebinde) | Dorfstraße 18 (Karte)                                                                          | 2. Hälfte 19. Jahrhundert                                              | Doppelstubenhaus, baugeschichtlich und sozialgeschichtlich von Bedeutung | 09270758 |
| Weitere Bilder                          | Wohnhaus (Umgebinde) | Dorfstraße 19 (Karte)                                                                          | 2. Hälfte 19. Jahrhundert                                              | Eingeschossig, baugeschichtlich und sozialgeschichtlich von Bedeutung | 09270757 |
|                                         | Wohnhaus (Umgebinde) | Dorfstraße 20 (Karte)                                                                          | 2. Hälfte 19. Jahrhundert                                              | Eingeschossig, baugeschichtlich und sozialgeschichtlich von Bedeutung | 09270756 |
|                                         | Wohnhaus (Umgebinde) | Dorfstraße 21 (Karte)                                                                          | 2. Hälfte 19. Jahrhundert                                              | Baugeschichtlich und sozialgeschichtlich von Bedeutung | 09270755 |
| Direkt Bild zu diesem Denkmal hochladen | Wohnhaus (Umgebinde) | Dorfstraße 23 (Karte)                                                                          | 2. Hälfte 19. Jahrhundert                                              | Baugeschichtlich und sozialgeschichtlich von Bedeutung | 09270754 |
| Weitere Bilder                          | Wohnhaus (Umgebinde) | Dorfstraße 24 (Karte)                                                                          | Bezeichnet mit 1876                                                    | Baugeschichtlich und sozialgeschichtlich von Bedeutung | 09270753 |
| Direkt Bild zu diesem Denkmal hochladen | Wohnhaus (Umgebinde) eines ehemaligen Vierseithofes | Dorfstraße 26 (Karte)                                                                          | Bezeichnet mit 1830                                                    | Baugeschichtlich und sozialgeschichtlich von Bedeutung | 09270752 |
| Weitere Bilder                          | Wohnhaus (Umgebinde) | Dorfstraße 27 (Karte)                                                                          | 1. Hälfte 19. Jahrhundert                                              | Eingeschossig, baugeschichtlich und sozialgeschichtlich von Bedeutung | 09270751 |
|                                         | Wohnhaus (Umgebinde) | Dorfstraße 29 (Karte)                                                                          | 1. Hälfte 19. Jahrhundert                                              | Doppelstubenhaus, baugeschichtlich und sozialgeschichtlich von Bedeutung | 09274367 |
|                                         | Wohnhaus (Umgebinde) | Dorfstraße 30 (Karte)                                                                          | 2. Hälfte 19. Jahrhundert                                              | Eingeschossiges Doppelstubenhaus, baugeschichtlich und sozialgeschichtlich von Bedeutung | 09270769 |
| Weitere Bilder                          | Wohnhaus (Umgebinde) | Dorfstraße 31 (Karte)                                                                          | Bezeichnet mit 1902, Kern älter                                        | Baugeschichtlich und sozialgeschichtlich von Bedeutung | 09270770 |
| Weitere Bilder                          | Wohnhaus (Umgebinde) | Dorfstraße 33 (Karte)                                                                          | Bezeichnet mit 1767                                                    | Baugeschichtlich und sozialgeschichtlich von Bedeutung | 09270771 |
| Direkt Bild zu diesem Denkmal hochladen | Wohnhaus (Umgebinde) | Dorfstraße 34 (Karte)                                                                          | Um 1850                                                                | Baugeschichtlich und sozialgeschichtlich von Bedeutung | 09301028 |
|                                         | Wohnhaus (Umgebinde) | Dorfstraße 35 (Karte)                                                                          | 2. Hälfte 19. Jahrhundert                                              | Doppelstubenhaus, baugeschichtlich und sozialgeschichtlich von Bedeutung | 09270772 |
| Weitere Bilder                          | Wohnhaus (Umgebinde) | Dorfstraße 37 (Karte)                                                                          | 2. Hälfte 19. Jahrhundert                                              | Eingeschossiges Doppelstubenhaus, baugeschichtlich und sozialgeschichtlich von Bedeutung | 09270776 |
| Direkt Bild zu diesem Denkmal hochladen | Wohnhaus (Umgebinde) | Dorfstraße 39 (Karte)                                                                          | Bezeichnet mit 1819                                                    | Baugeschichtlich und sozialgeschichtlich von Bedeutung | 09270774 |
| Direkt Bild zu diesem Denkmal hochladen | Wohnhaus (Umgebinde) eines Bauernhofes | Dorfstraße 40 (Karte)                                                                          | Bezeichnet mit 1833                                                    | Baugeschichtlich und sozialgeschichtlich von Bedeutung | 09270775 |
|                                         | Wohnhaus (Umgebinde) | Dorfstraße 42 (Karte)                                                                          | 2. Hälfte 19. Jahrhundert                                              | Doppelstubenhaus, baugeschichtlich und sozialgeschichtlich von Bedeutung | 09270777 |
| Weitere Bilder                          | Wohnhaus (Umgebinde) | Dorfstraße 44 (Karte)                                                                          | 2. Hälfte 19. Jahrhundert                                              | Eingeschossiges Doppelstubenhaus, baugeschichtlich und sozialgeschichtlich von Bedeutung | 09270778 |
| Direkt Bild zu diesem Denkmal hochladen | Wohnhaus (Umgebinde) | Dorfstraße 47, 48 (Karte)                                                                      | Ende 19. Jahrhundert                                                   | Doppelstubenhaus, baugeschichtlich und sozialgeschichtlich von Bedeutung | 09270779 |
| Direkt Bild zu diesem Denkmal hochladen | Wohnhaus (Umgebinde) | Dorfstraße 51 (Karte)                                                                          | Bezeichnet mit 1893                                                    | Eingeschossiges Doppelstubenhaus, baugeschichtlich und sozialgeschichtlich von Bedeutung | 09270780 |
|                                         | Wohnhaus (Umgebinde) | Dorfstraße 52 (Karte)                                                                          | Um 1800                                                                | Eingeschossiges Doppelstubenhaus mit Drempel, baugeschichtlich und sozialgeschichtlich von Bedeutung | 09301029 |
| Weitere Bilder                          | Wohnhaus (Umgebinde) | Dorfstraße 57 (Karte)                                                                          | Bezeichnet mit 1886                                                    | Geburtshaus Friedrich Schneiders, baugeschichtlich und sozialgeschichtlich von Bedeutung | 09270781 |
| Direkt Bild zu diesem Denkmal hochladen | Wohnhaus (Umgebinde) | Dorfstraße 59 (Karte)                                                                          | 2. Hälfte 19. Jahrhundert                                              | Baugeschichtlich und sozialgeschichtlich von Bedeutung | 09270782 |
| Weitere Bilder                          | Wohnhaus (Umgebinde) | Dorfstraße 60 (Karte)                                                                          | Um 1800                                                                | Eingeschossig, baugeschichtlich und sozialgeschichtlich von Bedeutung | 09270783 |
|                                         | Wohnhaus (Umgebinde) eines ehemaligen Vierseithofes | Dorfstraße 62 (Karte)                                                                          | Bezeichnet mit 1823                                                    | Doppelstubenhaus, baugeschichtlich und sozialgeschichtlich von Bedeutung | 09270785 |
|                                         | Wohnhaus (Umgebinde) | Dorfstraße 63 (Karte)                                                                          | 2. Hälfte 19. Jahrhundert                                              | Eingeschossig, baugeschichtlich und sozialgeschichtlich von Bedeutung | 09270784 |
| Direkt Bild zu diesem Denkmal hochladen | Wohnhaus (Umgebinde) | Dorfstraße 64 (Karte)                                                                          | Ende 19. Jahrhundert                                                   | Doppelstubenhaus, baugeschichtlich und sozialgeschichtlich von Bedeutung | 09270786 |
|                                         | Wohnhaus (Umgebinde) mit Anbau | Dorfstraße 65 (Karte)                                                                          | Ende 19. Jahrhundert Überformung                                       | Färberei Wehle, Doppelstubenhaus, baugeschichtlich und sozialgeschichtlich von Bedeutung | 09270787 |
| Direkt Bild zu diesem Denkmal hochladen | Wohnhaus (Umgebinde) | Dorfstraße 66 (Karte)                                                                          | Bezeichnet mit 1861                                                    | Baugeschichtlich und sozialgeschichtlich von Bedeutung | 09270788 |
| Direkt Bild zu diesem Denkmal hochladen | Wohnhaus (Umgebinde) | Dorfstraße 67 (Karte)                                                                          | 2. Hälfte 19. Jahrhundert                                              | Eingeschossig, baugeschichtlich und sozialgeschichtlich von Bedeutung | 09270789 |
| Direkt Bild zu diesem Denkmal hochladen | Wohnhaus (Umgebinde) | Dorfstraße 68 (Karte)                                                                          | Bezeichnet mit 1867                                                    | Eingeschossig, baugeschichtlich und sozialgeschichtlich von Bedeutung | 09270790 |
|                                         | Wohnhaus (Umgebinde) | Dorfstraße 69 (Karte)                                                                          | 2. Hälfte 19. Jahrhundert                                              | Baugeschichtlich und sozialgeschichtlich von Bedeutung | 09270791 |
|                                         | Wohnhaus (Umgebinde) mit Scheunenanbau | Dorfstraße 70 (Karte)                                                                          | 2. Hälfte 19. Jahrhundert                                              | Baugeschichtlich, sozialgeschichtlich und wirtschaftsgeschichtlich von Bedeutung | 09270793 |
|                                         | Wohnhaus mit Abseite und Treppenabgang zum Bach | Dorfstraße 72 (Karte)                                                                          | Bezeichnet mit 1776                                                    | Obergeschoss Fachwerk, baugeschichtlich und hausgeschichtlich von Bedeutung | 09270792 |
|                                         | Wohnhaus (Umgebinde) | Dorfstraße 73 (Karte)                                                                          | 2. Hälfte 19. Jahrhundert                                              | Baugeschichtlich und sozialgeschichtlich von Bedeutung | 09270796 |
| Weitere Bilder                          | Wohnhaus (Umgebinde) | Dorfstraße 74 (Karte)                                                                          | Mitte 19. Jahrhundert                                                  | Eingeschossiges Doppelstubenhaus, baugeschichtlich und sozialgeschichtlich von Bedeutung | 09270794 |
|                                         | Pfarrhaus | Dorfstraße 75 (Karte)                                                                          | 19. Jahrhundert                                                        | Baugeschichtlich und ortsgeschichtlich von Bedeutung | 09270795 |
| Weitere Bilder                          | Wohnhaus (Umgebinde) | Dorfstraße 76 (Karte)                                                                          | 2. Hälfte 19. Jahrhundert                                              | Eingeschossig, baugeschichtlich und sozialgeschichtlich von Bedeutung | 09270797 |
| Weitere Bilder                          | Wohnhaus (Umgebinde) | Dorfstraße 78 (Karte)                                                                          | Bezeichnet mit 1868                                                    | Doppelstubenhaus, baugeschichtlich und sozialgeschichtlich von Bedeutung | 09270816 |
| Weitere Bilder                          | Wohnstallhaus (Umgebinde) eines ehemaligen Vierseithofes | Dorfstraße 79 (Karte)                                                                          | Bezeichnet mit 1791                                                    | Baugeschichtlich und sozialgeschichtlich von Bedeutung | 09270798 |
|                                         | Wohnhaus (Umgebinde) | Dorfstraße 80 (Karte)                                                                          | 1. Hälfte 19. Jahrhundert                                              | Eingeschossig, baugeschichtlich und sozialgeschichtlich von Bedeutung | 09270814 |
| Weitere Bilder                          | Wohnhaus (Umgebinde) | Dorfstraße 81 (Karte)                                                                          | 2. Hälfte 19. Jahrhundert                                              | Doppelstubenhaus, baugeschichtlich und sozialgeschichtlich von Bedeutung | 09270815 |
| Weitere Bilder                          | Wohnhaus (Umgebinde) | Dorfstraße 82 (Karte)                                                                          | Ende 19. Jahrhundert, älterer Kern                                     | Baugeschichtlich und hausgeschichtlich von Bedeutung | 09270813 |
| Weitere Bilder                          | Wohnhaus (Umgebinde) | Dorfstraße 83 (Karte)                                                                          | Bezeichnet mit 1853                                                    | Eingeschossig, baugeschichtlich und sozialgeschichtlich von Bedeutung | 09270812 |
| Weitere Bilder                          | Wohnhaus (Umgebinde) mit kleiner Stützmauer | Dorfstraße 84 (Karte)                                                                          | 1768 (Dendro)                                                          | Haus eingeschossig, baugeschichtlich und sozialgeschichtlich von Bedeutung | 09270809 |
| Weitere Bilder                          | Villa | Dorfstraße 85 (Karte)                                                                          | 1924                                                                   | Baugeschichtlich von Bedeutung | 09270810 |
| Weitere Bilder                          | Umgebindehaus | Dorfstraße 86, 87 (Karte)                                                                      | 2. Hälfte 19. Jahrhundert                                              | Eingeschossiges Doppelhaus, baugeschichtlich und sozialgeschichtlich von Bedeutung | 09270811 |
| Weitere Bilder                          | Ehemalige Mittelmühle (Volkskunde- und Mühlenmuseum) | Dorfstraße 89 (Karte)                                                                          | 1400; seit 1956 Museum                                                 | Zwei Gebäudeteile im Winkel, heute Museum, baugeschichtlich, ortsgeschichtlich und technikgeschichtlich von Bedeutung | 09270820 |
| Weitere Bilder                          | Wohnhaus (Umgebinde) | Dorfstraße 91 (Karte)                                                                          | Bezeichnet mit 1778                                                    | Baugeschichtlich und sozialgeschichtlich von Bedeutung; in der offiziellen Denkmalliste irrtümlich als Dorfstraße 92 geführt | 09270808 |
| Weitere Bilder                          | Wohnhaus (Umgebinde) und Stützmauern aus Sandstein | Dorfstraße 93 (Karte)                                                                          | 2. Hälfte 19. Jahrhundert                                              | Doppelstubenhaus, baugeschichtlich und sozialgeschichtlich von Bedeutung | 09270806 |
| Weitere Bilder                          | Wohnhaus (Umgebinde) | Dorfstraße 94 (Karte)                                                                          | 1. Hälfte 19. Jahrhundert                                              | Eingeschossig, baugeschichtlich und sozialgeschichtlich von Bedeutung | 09270807 |
|                                         | Wohnhaus (Umgebinde) | Dorfstraße 95 (Karte)                                                                          | Bezeichnet mit 1768                                                    | Baugeschichtlich und sozialgeschichtlich von Bedeutung | 09270821 |
| Weitere Bilder                          | Wohnhaus (Umgebinde) | Dorfstraße 98 (Karte)                                                                          | Ende 19. Jahrhundert, vermutlich älterer Kern                          | Doppelstubenhaus, baugeschichtlich und sozialgeschichtlich von Bedeutung | 09270805 |
| Weitere Bilder                          | Wohnhaus (Umgebinde) | Dorfstraße 99 (Karte)                                                                          | 2. Hälfte 19. Jahrhundert                                              | Baugeschichtlich und sozialgeschichtlich von Bedeutung | 09270804 |
|                                         | Wohnstallhaus (Umgebinde) eines Bauernhofes | Friedrich-Schneider-Weg 2 (Karte)                                                              | Bezeichnet mit 1775 (im Schlussstein des Türstocks)                    | Baugeschichtlich und sozialgeschichtlich von Bedeutung | 09301030 |
| Direkt Bild zu diesem Denkmal hochladen | Wohnhaus (Umgebinde) | Friedrich-Schneider-Weg 3 (Karte)                                                              | Bezeichnet mit 1784                                                    | Baugeschichtlich und sozialgeschichtlich von Bedeutung | 09270736 |
| Direkt Bild zu diesem Denkmal hochladen | Wohnhaus (Umgebinde) | Friedrich-Schneider-Weg 4 (Karte)                                                              | 2. Hälfte 19. Jahrhundert                                              | Eingeschossig, baugeschichtlich und sozialgeschichtlich von Bedeutung | 09270738 |
|                                         | Wohnhaus (Umgebinde) | Friedrich-Schneider-Weg 5 (Karte)                                                              | Um 1900                                                                | Eingeschossig mit Drempel, baugeschichtlich und sozialgeschichtlich von Bedeutung | 09270737 |
|                                         | Wohnhaus (Umgebinde) | Friedrich-Schneider-Weg 6 (Karte)                                                              | 2. Hälfte 19. Jahrhundert                                              | Eingeschossig, baugeschichtlich und sozialgeschichtlich von Bedeutung | 09270735 |
| Direkt Bild zu diesem Denkmal hochladen | Wohnhaus (Umgebinde) | Friedrich-Schneider-Weg 8 (Karte)                                                              | Ende 19. Jahrhundert                                                   | Eingeschossig, baugeschichtlich und sozialgeschichtlich von Bedeutung | 09270733 |
| Weitere Bilder                          | Wohnhaus (Umgebinde) | Friedrich-Schneider-Weg 9 (Karte)                                                              | Ende 19. Jahrhundert                                                   | Baugeschichtlich und sozialgeschichtlich von Bedeutung | 09270732 |
|                                         | Wohnhaus (Umgebinde) | Friedrich-Schneider-Weg 10 (Karte)                                                             | Ende 19. Jahrhundert                                                   | Eingeschossig, baugeschichtlich und sozialgeschichtlich von Bedeutung | 09270731 |
|                                         | Wohnhaus (Umgebinde) | Friedrich-Schneider-Weg 11 (Karte)                                                             | 2. Hälfte 19. Jahrhundert                                              | Baugeschichtlich und sozialgeschichtlich von Bedeutung | 09270730 |
|                                         | Umgebindehaus | Friedrich-Schneider-Weg 12 (Karte)                                                             | Um 1750                                                                | Häusleranwesen, eingeschossig mit Satteldach, bei einer Ausrichtung entlang des Weges ist die Haustür in der Hausmitte, rechts zwei Achsen Umgebinde, am Giebel drei und hinten wieder zwei Achsen, der Schleppdachanbau auf der Rückseite später angebaut, orts- und baugeschichtliche Bedeutung | 09307497 |
|                                         | Wohnhaus (Umgebinde) | Friedrich-Schneider-Weg 13 (Karte)                                                             | Bezeichnet mit 1850                                                    | Eingeschossig, baugeschichtlich und sozialgeschichtlich von Bedeutung | 09270729 |
| Weitere Bilder                          | Spritzenhaus | Hauptstraße am Kirchhof (Karte)                                                                | 1831                                                                   | Ortsgeschichtlich von Bedeutung | 09299705 |
|                                         | Villa mit Einfriedung | Hauptstraße 3 (Karte)                                                                          | 1895/1900                                                              | Baugeschichtlich von Bedeutung | 09270823 |
| Weitere Bilder                          | Fabrikgebäude einer mechanischen Weberei, zwei Bauteile in L-Form | Hauptstraße 6 (Karte)                                                                          | Juni 1926                                                              | Bauherr Alwin Weber, zu DDR-Zeiten Jaquard–Weberei. Eingeschossig, teils mit Sockelgeschoss aus unverputztem Granit. Mit Lisenen und Bändern gegliedert, hohe Fabrikfenster. Flaches Satteldach mit Drempel. Neuklassizistisch aufwändig gestaltete Schmalseite mit Dreiecksgiebel, hier der Eingang. Baugeschichtlich und in wirtschaftlicher Hinsicht regionalgeschichtlich von Bedeutung | 09304362 |
|                                         | Villa mit Toreinfahrt und Flügeltor | Hauptstraße 8 (Karte)                                                                          | Nach 1900                                                              | Baugeschichtlich von Bedeutung | 09270748 |
|                                         | Fabrikantenvilla mit Einfriedung und Toreinfahrt | Hauptstraße 9 (Karte)                                                                          | Um 1880                                                                | Baugeschichtlich von Bedeutung | 09270747 |
|                                         | Gasthaus „Weißer Hirsch“ (Umgebinde) | Hauptstraße 12 (Karte)                                                                         | Bezeichnet mit 1773                                                    | Stark überformt, baugeschichtlich und ortsgeschichtlich von Bedeutung | 09270745 |
|                                         | Wohnhaus (Umgebinde) | Hauptstraße 16 (Karte)                                                                         | Bezeichnet mit 1865                                                    | Baugeschichtlich und sozialgeschichtlich von Bedeutung | 09270728 |
|                                         | Bauernhof mit Wohnhaus (Umgebinde), Scheune und Seitengebäude | Hauptstraße 17 (Karte)                                                                         | Anfang 19. Jahrhundert                                                 | Baugeschichtlich, sozialgeschichtlich und wirtschaftsgeschichtlich von Bedeutung | 09270727 |
| Weitere Bilder                          | Wohnhaus mit Einfriedung | Hauptstraße 21 (Karte)                                                                         | Ende 19. Jahrhundert                                                   | Baugeschichtlich von Bedeutung, | 09270726 |
| Weitere Bilder                          | Kirchschule | Hauptstraße 25 (Karte)                                                                         | 1822 (Kirchschule); wohl 1897 (Anbau)                                  | Entlang der Schulgasse, jüngerer Anbau und hohe Stützmauer in Sandsteinquadern an der Schulgasse, beide Baukörper zweigeschossig mit massivem Erdgeschoss, Fachwerk-Obergeschoss und Krüppelwalmdach, die stattliche Kirchschule mit Dachhecht, entstanden 1822 nach einem Brand, der Anbau am östlichen, der Kirche zugewandten Giebel, Schulgasse im Bereich des Hauses stark abfallend, besteht hier als Treppenanlage, das Grundstück ruht entlang der südlichen und südwestlichen Grundstücksgrenze auf einer hohen Stützmauer in Sandsteinquadern, bau- und ortsgeschichtliche Bedeutung | 09307505 |
| Weitere Bilder                          | Kirche und Kirchhof Waltersdorf (Sachgesamtheit) | Hauptstraße 27 (Karte)                                                                         | 18./19. Jahrhundert                                                    | Sachgesamtheit Kirche und Kirchhof Waltersdorf mit folgenden Einzeldenkmalen: Kirche, Leichenhalle, 39 Grabmale und Epitaphien und eine Gruft (siehe Einzeldenkmalliste Obj. 09270723) sowie Kirchhof mit Einfriedung und allen Eingangspfeilern, dazu die Granitpflasterung der Wege und deren Sandsteineinfassungen als Sachgesamtheitsteile; baugeschichtlich und ortsgeschichtlich von Bedeutung | 09300188 |
| Weitere Bilder                          | Kirche und Kirchhof Waltersdorf (Sachgesamtheit) Einzeldenkmale der Sachgesamtheit Kirche und Kirchhof Waltersdorf: Kirche, Leichenhalle, 39 Grabmale und Epitaphien und eine Gruft (siehe auch Sachgesamtheitsdokument - obj. 09300188) | Hauptstraße 27 (Karte)                                                                         | 1713 (Kirche); um 1800 (Kaemmelsche Gruft); um 1900 (Aufbahrungshalle) | Baugeschichtlich, künstlerisch und ortsgeschichtlich von Bedeutung | 09270723 |
| Weitere Bilder                          | Niederkretscham (Gasthof) | Hauptstraße 28 (Karte)                                                                         | Um 1400                                                                | Einst Lehnsgericht von Alt-Waltersdorf, baugeschichtlich, hausgeschichtlich und ortsgeschichtlich von Bedeutung | 09270722 |
| Weitere Bilder                          | Wohnhaus (Umgebinde) | Hauptstraße 29 (Karte)                                                                         | 1. Hälfte 19. Jahrhundert                                              | Eingeschossig, baugeschichtlich und sozialgeschichtlich von Bedeutung | 09270721 |
| Weitere Bilder                          | Wohnhaus (Umgebinde) in halboffener Bebauung | Hauptstraße 31 (Karte)                                                                         | Ende 19. Jahrhundert                                                   | Baugeschichtlich und sozialgeschichtlich von Bedeutung | 09270720 |
| Weitere Bilder                          | Wohnhaus (Umgebinde) in halboffener Bebauung | Hauptstraße 32 (Karte)                                                                         | Ende 19. Jahrhundert                                                   | Baugeschichtlich und sozialgeschichtlich von Bedeutung | 09270719 |
| Weitere Bilder                          | Wohnhaus (Umgebinde) und Stützmauer | Hauptstraße 33 (Karte)                                                                         | 2. Hälfte 19. Jahrhundert                                              | Baugeschichtlich und sozialgeschichtlich von Bedeutung | 09270717 |
| Weitere Bilder                          | Wohnhaus (Umgebinde) | Hauptstraße 34 (Karte)                                                                         | Um 1770                                                                | Baugeschichtlich und sozialgeschichtlich von Bedeutung | 09270718 |
| Weitere Bilder                          | Wohnhaus (Umgebinde) und Stützmauer | Hauptstraße 35 (Karte)                                                                         | Bezeichnet mit 1816                                                    | Baugeschichtlich und sozialgeschichtlich von Bedeutung | 09270716 |
| Weitere Bilder                          | Wohnhaus (Umgebinde) | Hauptstraße 36 (Karte)                                                                         | Ende 19. Jahrhundert                                                   | Doppelstubenhaus, baugeschichtlich und sozialgeschichtlich von Bedeutung | 09270715 |
| Weitere Bilder                          | Wohnhaus (Umgebinde) und Stützmauer | Hauptstraße 39 (Karte)                                                                         | Bezeichnet mit 1803                                                    | Baugeschichtlich und sozialgeschichtlich von Bedeutung | 09270714 |
| Weitere Bilder                          | Wohnhaus (Umgebinde) | Hauptstraße 40 (Karte)                                                                         | Ende 19. Jahrhundert                                                   | Baugeschichtlich und sozialgeschichtlich von Bedeutung | 09270713 |
| Weitere Bilder                          | Mühle | Hauptstraße 41 (Karte)                                                                         | Bezeichnet mit 1715                                                    | Stark veränderter Bau, ortsgeschichtlich von Bedeutung | 09270711 |
| Weitere Bilder                          | Wohnhaus (Umgebinde) | Hauptstraße 43 (Karte)                                                                         | Bezeichnet mit 1783                                                    | Baugeschichtlich und sozialgeschichtlich von Bedeutung | 09270708 |
| Weitere Bilder                          | Wohnhaus (Umgebinde) | Hauptstraße 44 (Karte)                                                                         | Bezeichnet mit 1793                                                    | Doppelstubenhaus, baugeschichtlich und sozialgeschichtlich von Bedeutung | 09270707 |
| Weitere Bilder                          | Reichspostamt | Hauptstraße 45 (Karte)                                                                         | Bezeichnet mit 1900                                                    | Roter Backsteinbau mit seitlichem Turm, baugeschichtlich und ortsgeschichtlich von Bedeutung | 09270706 |
| Weitere Bilder                          | Wohnhaus (Umgebinde) | Hauptstraße 46 (Karte)                                                                         | Ende 19. Jahrhundert                                                   | Baugeschichtlich und sozialgeschichtlich von Bedeutung | 09270705 |
| Weitere Bilder                          | Wohnhaus (Umgebinde) | Hauptstraße 47 (Karte)                                                                         | Bezeichnet mit 1777                                                    | Baugeschichtlich und sozialgeschichtlich von Bedeutung | 09270704 |
| Weitere Bilder                          | Denkmal für den Musiker Friedrich Schneider | Hauptstraße 47 (neben) (Karte)                                                                 | 2. Hälfte 19. Jahrhundert                                              | Künstlerisch und ortsgeschichtlich von Bedeutung | 09270702 |
| Weitere Bilder                          | Wohnhaus (Umgebinde) | Hauptstraße 48 (Karte)                                                                         | Bezeichnet mit 1780                                                    | Baugeschichtlich und sozialgeschichtlich von Bedeutung | 09270703 |
| Weitere Bilder                          | Wohnhaus (Umgebinde) mit Abseite | Hauptstraße 49 (Karte)                                                                         | 2. Hälfte 19. Jahrhundert                                              | Baugeschichtlich und sozialgeschichtlich von Bedeutung | 09270700 |
| Weitere Bilder                          | Wohnhaus (Umgebinde) | Hauptstraße 50 (Karte)                                                                         | Ende 19. Jahrhundert                                                   | Baugeschichtlich und sozialgeschichtlich von Bedeutung | 09270701 |
| Weitere Bilder                          | Wohnhaus (Umgebinde) mit rückwärtigem Anbau (Quirlehäusel) | Hauptstraße 52 (Karte)                                                                         | Bezeichnet mit 1838                                                    | Baugeschichtlich und sozialgeschichtlich von Bedeutung | 09270695 |
| Weitere Bilder                          | Wohnhaus (Umgebinde) mit rückwärtigem Anbau (Landhaus Helene) | Hauptstraße 53 (Karte)                                                                         | Ende 19. Jahrhundert                                                   | Doppelstubenhaus, baugeschichtlich und sozialgeschichtlich von Bedeutung | 09270683 |
| Weitere Bilder                          | Wohnhaus (Umgebinde) mit rückwärtigem Anbau | Hauptstraße 54 (Karte)                                                                         | 2. Hälfte 19. Jahrhundert                                              | Doppelstubenhaus, baugeschichtlich und sozialgeschichtlich von Bedeutung | 09270684 |
|                                         | Wohnhaus (Umgebinde) und Stützmauer | Hauptstraße 58 (Karte)                                                                         | Ende 19. Jahrhundert                                                   | Baugeschichtlich und sozialgeschichtlich von Bedeutung | 09270686 |
| Weitere Bilder                          | Wohnhaus (Umgebinde) | Hauptstraße 59 (Karte)                                                                         | 1. Hälfte 19. Jahrhundert                                              | Baugeschichtlich und sozialgeschichtlich von Bedeutung | 09270688 |
| Weitere Bilder                          | Fabrikantenvilla | Hauptstraße 60 (Karte)                                                                         | 1903                                                                   | Geschäftshaus des Textil-Fabrikanten Julius Lange. Roter Backsteinbau, baugeschichtlich von Bedeutung. Zur DDR-Zeit Gasthaus „Zur Lausche“ und zugleich Ferienheim für Mitarbeiter der „VOB Aufwärts“ (= Zusammenschluss der LDPD-Zeitungen wie „Der Morgen“, „Thüringische Landeszeitung“ und „Sächsisches Tageblatt“) sowie deren Angehörige. In den Sommerferien war das Haus jeweils für dreimal zwei Wochen Ferienlager für jeweils rund 50 Kinder der VOB-Betriebs-Mitarbeiter. In den 1990er Jahren umgebaut und genutzt als Hotel und Restaurant. Ab 2013 Umbau zum Pflegeheim, seit September 2014 Seniorenheim „Julius-Lange-Villa“ (in privater Trägerschaft, seit April 2015 Einrichtung der LH Betreuungs- und Pflege GmbH) mit 6 Einzel- und 9 Doppelzimmern. | 09270687 |
| Weitere Bilder                          | Wohnhaus (Umgebinde) | Hauptstraße 61 (Karte)                                                                         | Ende 19. Jahrhundert                                                   | Eingeschossig, baugeschichtlich und sozialgeschichtlich von Bedeutung | 09270689 |
| Weitere Bilder                          | Wohnhaus (Umgebinde) und Stützmauer | Hauptstraße 62 (Karte)                                                                         | Ende 19. Jahrhundert                                                   | Eingeschossig, baugeschichtlich und sozialgeschichtlich von Bedeutung | 09270690 |
| Weitere Bilder                          | Wohnhaus (Umgebinde) | Hauptstraße 63 (Karte)                                                                         | 2. Hälfte 19. Jahrhundert                                              | Eingeschossig, baugeschichtlich und sozialgeschichtlich von Bedeutung | 09270691 |
| Weitere Bilder                          | Wohnhaus (Umgebinde) mit rückwärtigem Anbau und Stützmauern nach vorn und unten | Hauptstraße 64 (Karte)                                                                         | Bezeichnet mit 1832                                                    | Baugeschichtlich und sozialgeschichtlich von Bedeutung | 09270692 |
| Weitere Bilder                          | Wohnhaus (Umgebinde) mit Anbau | Hauptstraße 65 (Karte)                                                                         | Bezeichnet mit 1833                                                    | Späterer Ladeneinbau, baugeschichtlich und sozialgeschichtlich von Bedeutung | 09270677 |
| Weitere Bilder                          | Wohnhaus (Umgebinde) und Stützmauern sowie Treppe | Hauptstraße 66 (Karte)                                                                         | 1. Hälfte 19. Jahrhundert                                              | Doppelstubenhaus, baugeschichtlich und sozialgeschichtlich von Bedeutung | 09270693 |
|                                         | Wohnhaus (Umgebinde) | Hauptstraße 67 (Karte)                                                                         | 2. Hälfte 19. Jahrhundert                                              | Baugeschichtlich und sozialgeschichtlich von Bedeutung | 09270678 |
|                                         | Wohnhaus mit Stützmauern | Hauptstraße 68 (Karte)                                                                         | Um 1900                                                                | Baugeschichtlich von Bedeutung | 09270676 |
| Weitere Bilder                          | Wohnhaus (Umgebinde) und Stützmauern mit Treppe | Hauptstraße 70 (Karte)                                                                         | 2. Hälfte 19. Jahrhundert                                              | Baugeschichtlich und sozialgeschichtlich von Bedeutung | 09270675 |
| Weitere Bilder                          | Wohnhaus (Umgebinde) und Stützmauern | Hauptstraße 71 (Karte)                                                                         | Ende 19. Jahrhundert                                                   | Eingeschossig, baugeschichtlich und sozialgeschichtlich von Bedeutung | 09270666 |
| Weitere Bilder                          | Wohnhaus (Umgebinde) | Hauptstraße 72 (Karte)                                                                         | Bezeichnet mit 1802                                                    | Baugeschichtlich und sozialgeschichtlich von Bedeutung | 09270663 |
| Weitere Bilder                          | Wohnhaus (Umgebinde) und Stützmauer | Hauptstraße 73 (Karte)                                                                         | Ende 19. Jahrhundert                                                   | Eingeschossig, baugeschichtlich und sozialgeschichtlich von Bedeutung | 09270664 |
| Weitere Bilder                          | Wohnhaus (Umgebinde) | Hauptstraße 75 (Karte)                                                                         | Ende 19. Jahrhundert                                                   | Eingeschossig mit Drempel, baugeschichtlich und sozialgeschichtlich von Bedeutung | 09270662 |
|                                         | Wohnhaus (Umgebinde) | Hauptstraße 76 (Karte)                                                                         | Ende 19. Jahrhundert                                                   | Eingeschossig, baugeschichtlich und sozialgeschichtlich von Bedeutung | 09270659 |
|                                         | Wohnhaus (Umgebinde) | Hauptstraße 77 (Karte)                                                                         | Bezeichnet mit 1881                                                    | Baugeschichtlich und sozialgeschichtlich von Bedeutung | 09270661 |
| Weitere Bilder                          | Wohnhaus (Umgebinde) mit rückwärtigem Anbau | Hauptstraße 78 (Karte)                                                                         | Bezeichnet mit 1777                                                    | Baugeschichtlich und sozialgeschichtlich von Bedeutung | 09270660 |
| Weitere Bilder                          | Hof mit Wohnhaus (Umgebinde), Scheune und Verbinder, dazu der gemauerte Bachlauf und der Treppenabgang mit umlaufenden Geländer | Hauptstraße 80 (Karte)                                                                         | Bezeichnet mit 1769 (Wohnhaus); bez. 1844 (Scheune)                    | Wohnhaus mit Blockbau-Obergeschoss, baugeschichtlich, sozialgeschichtlich und wirtschaftsgeschichtlich von Bedeutung | 09270658 |
| Direkt Bild zu diesem Denkmal hochladen | Wohnhaus (Umgebinde) | Hauptstraße 81 (Karte)                                                                         | Ende 19. Jahrhundert                                                   | Eingeschossig, baugeschichtlich und sozialgeschichtlich von Bedeutung | 09270656 |
| Direkt Bild zu diesem Denkmal hochladen | Wohnhaus (Umgebinde) | Hauptstraße 82 (Karte)                                                                         | Ende 19. Jahrhundert                                                   | Eingeschossig, baugeschichtlich und sozialgeschichtlich von Bedeutung | 09270657 |
| Direkt Bild zu diesem Denkmal hochladen | Wohnhaus (Umgebinde) mit Schleppe | Hauptstraße 84 (Karte)                                                                         | 2. Hälfte 19. Jahrhundert                                              | Baugeschichtlich und sozialgeschichtlich von Bedeutung | 09270651 |
| Direkt Bild zu diesem Denkmal hochladen | Wohnhaus (Umgebinde) | Hauptstraße 85 (Karte)                                                                         | 2. Hälfte 19. Jahrhundert                                              | Eingeschossig, baugeschichtlich und sozialgeschichtlich von Bedeutung | 09270650 |
|                                         | Wohnhaus (Umgebinde) mit rückseitiger Schleppe | Hauptstraße 86 (Karte)                                                                         | Bezeichnet mit 1792                                                    | Baugeschichtlich und sozialgeschichtlich von Bedeutung | 09270647 |
|                                         | Wohnhaus (Umgebinde) mit Scheunenteil | Hauptstraße 87 (Karte)                                                                         | 1713 (Dendro), bezeichnet mit 1734                                     | Eingeschossig mit Drempel und Abseite, baugeschichtlich und sozialgeschichtlich von Bedeutung | 09270652 |
| Weitere Bilder                          | Wohnhaus (Umgebinde) | Hauptstraße 88 (Karte)                                                                         | 2. Hälfte 19. Jahrhundert                                              | Eingeschossiges Doppelstubenhaus, baugeschichtlich und sozialgeschichtlich von Bedeutung | 09270653 |
|                                         | Wohnhaus (Umgebinde) mit rückwärtigem Anbau | Hauptstraße 89 (Karte)                                                                         | Letztes Drittel 19. Jahrhundert                                        | Baugeschichtlich und sozialgeschichtlich von Bedeutung | 09270655 |
| Weitere Bilder                          | Wohnhaus (Umgebinde) | Hauptstraße 90 (Karte)                                                                         | Bezeichnet mit 1817                                                    | Eingeschossig mit Drempel, baugeschichtlich und sozialgeschichtlich von Bedeutung | 09270654 |
| Weitere Bilder                          | Wohnhaus (Umgebinde) | Hauptstraße 92 (Karte)                                                                         | 2. Hälfte 19. Jahrhundert                                              | Eingeschossig mit Drempel, baugeschichtlich und sozialgeschichtlich von Bedeutung | 09270648 |
|                                         | Wohnhaus (Umgebinde) | Hauptstraße 93 (Karte)                                                                         | 2. Hälfte 19. Jahrhundert                                              | Eingeschossig, baugeschichtlich und sozialgeschichtlich von Bedeutung | 09270646 |
| Direkt Bild zu diesem Denkmal hochladen | Wohnhaus (Umgebinde) | Hauptstraße 95 (Karte)                                                                         | 2. Hälfte 19. Jahrhundert                                              | Eingeschossig, baugeschichtlich und sozialgeschichtlich von Bedeutung | 09270644 |
|                                         | Spritzenhaus | Hauptstraße 96 (Karte)                                                                         | Bezeichnet mit 1845                                                    | Ortsgeschichtlich von Bedeutung | 09270645 |
|                                         | Wohnhaus (Umgebinde) | Hauptstraße 101 (Karte)                                                                        | 2. Hälfte 19. Jahrhundert                                              | Eingeschossig mit Drempel, baugeschichtlich und sozialgeschichtlich von Bedeutung | 09270642 |
| Direkt Bild zu diesem Denkmal hochladen | Wohnhaus (Umgebinde) | Hauptstraße 103 (Karte)                                                                        | 2. Hälfte 19. Jahrhundert                                              | Eingeschossig, baugeschichtlich und sozialgeschichtlich von Bedeutung | 09270641 |
|                                         | Wohnhaus (Umgebinde) mit rückwärtigem Anbau | Hauptstraße 105 (Karte)                                                                        | 2. Hälfte 19. Jahrhundert                                              | Baugeschichtlich und sozialgeschichtlich von Bedeutung | 09270640 |
|                                         | Wohnhaus (Umgebinde) | Hauptstraße 106 (Karte)                                                                        | 2. Hälfte 19. Jahrhundert                                              | Eingeschossig, baugeschichtlich und sozialgeschichtlich von Bedeutung | 09270639 |
| Direkt Bild zu diesem Denkmal hochladen | Wohnhaus (Umgebinde) | Hauptstraße 107 (Karte)                                                                        | 2. Hälfte 19. Jahrhundert                                              | Eingeschossig, baugeschichtlich und sozialgeschichtlich von Bedeutung | 09270638 |
| Weitere Bilder                          | Wohnhaus (Umgebinde) | Hauptstraße 108 (Karte)                                                                        | Bezeichnet mit 1813                                                    | Baugeschichtlich und sozialgeschichtlich von Bedeutung | 09270637 |
|                                         | Wohnhaus (Umgebinde) mit rückwärtigem Anbau | Hauptstraße 114 (Karte)                                                                        | 2. Hälfte 19. Jahrhundert                                              | Eingeschossig, baugeschichtlich und sozialgeschichtlich von Bedeutung | 09270635 |
|                                         | Wohnhaus (Umgebinde) | Hauptstraße 115 (Karte)                                                                        | Bezeichnet mit 1859                                                    | Baugeschichtlich und sozialgeschichtlich von Bedeutung | 09270634 |
| Direkt Bild zu diesem Denkmal hochladen | Wohnhaus (Umgebinde) | Hauptstraße 116 (Karte)                                                                        | 2. Hälfte 19. Jahrhundert                                              | Baugeschichtlich und sozialgeschichtlich von Bedeutung | 09270633 |
|                                         | Wohnhaus (Umgebinde) | Hauptstraße 117 (Karte)                                                                        | 2. Hälfte 19. Jahrhundert                                              | Baugeschichtlich und sozialgeschichtlich von Bedeutung | 09270632 |
|                                         | Wohnhaus (Umgebinde) | Hauptstraße 118 (Karte)                                                                        | 2. Hälfte 19. Jahrhundert                                              | Baugeschichtlich und sozialgeschichtlich von Bedeutung | 09270631 |
| Weitere Bilder                          | Wohnhaus (Umgebinde) mit rückwärtiger Schleppe | Hauptstraße 119 (Karte)                                                                        | 1. Hälfte 19. Jahrhundert                                              | Baugeschichtlich und sozialgeschichtlich von Bedeutung | 09270630 |
| Weitere Bilder                          | Wohnhaus (Umgebinde) mit rückwärtigem Anbau | Hauptstraße 123 (Karte)                                                                        | 2. Hälfte 19. Jahrhundert                                              | Baugeschichtlich und sozialgeschichtlich von Bedeutung | 09270620 |
|                                         | Wohnhaus (Umgebinde) mit angebautem rückwärtigen Flügel und Scheune | Hauptstraße 124 (Karte)                                                                        | Bezeichnet mit 1738                                                    | Schönes Sandsteinportal mit Bezeichnung, viele originale Details, rückwärtiger Flügel Obergeschoss Fachwerk, Scheune Holzkonstruktion mit Verplankung, baugeschichtlich, sozialgeschichtlich und wirtschaftsgeschichtlich von Bedeutung | 09270619 |
|                                         | Wohnhaus (Umgebinde) | Hauptstraße 125 (Karte)                                                                        | Bezeichnet mit 1770                                                    | Baugeschichtlich und sozialgeschichtlich von Bedeutung | 09270618 |
|                                         | Spritzenhaus | Hauptstraße 126 (Karte)                                                                        | 1837; 1869 erwähnt                                                     | Ortsgeschichtlich von Bedeutung | 09274679 |
| Weitere Bilder                          | Wohnhaus (Umgebinde) und Scheune | Hauptstraße 127 (Karte)                                                                        | Bezeichnet mit 1867                                                    | Baugeschichtlich, sozialgeschichtlich und wirtschaftsgeschichtlich von Bedeutung | 09270617 |
|                                         | Wohnhaus (Umgebinde) | Hauptstraße 130 (Karte)                                                                        | 1. Hälfte 19. Jahrhundert                                              | Baugeschichtlich und sozialgeschichtlich von Bedeutung | 09301032 |
| Weitere Bilder                          | Wohnhaus (Umgebinde) mit schönem Sandsteinportal (Landhaus Strehle) | Hauptstraße 131 (Karte)                                                                        | Bezeichnet mit 1774                                                    | Baugeschichtlich und ortsgeschichtlich von Bedeutung | 09270615 |
| Weitere Bilder                          | Wohnhaus (Umgebinde) und Scheune | Hauptstraße 133 (Karte)                                                                        | Bezeichnet mit 1770                                                    | Im Obergeschoss Blockbau, baugeschichtlich, sozialgeschichtlich und wirtschaftsgeschichtlich von Bedeutung | 09270614 |
|                                         | Wohnhaus (Umgebinde) mit rückwärtigem Anbau | Hauptstraße 134 (Karte)                                                                        | Bezeichnet mit 1781                                                    | Baugeschichtlich, sozialgeschichtlich und wirtschaftsgeschichtlich von Bedeutung | 09270613 |
|                                         | Wohnhaus (Umgebinde) mit rückwärtigem Anbau | Hauptstraße 135 (Karte)                                                                        | Bezeichnet mit 1851                                                    | Baugeschichtlich und sozialgeschichtlich von Bedeutung | 09270612 |
|                                         | Wohnhaus (Umgebinde) mit rückwärtigem Anbau | Hauptstraße 137 (Karte)                                                                        | Bezeichnet mit 1846                                                    | Baugeschichtlich und sozialgeschichtlich von Bedeutung | 09270610 |
| Weitere Bilder                          | Wohnhaus (Umgebinde) mit rückwärtigem Anbau | Hauptstraße 138 (Karte)                                                                        | 1. Hälfte 19. Jahrhundert                                              | Baugeschichtlich und sozialgeschichtlich von Bedeutung | 09270611 |
| Weitere Bilder                          | Wohnhaus (Umgebinde) mit rückwärtigem Anbau | Hauptstraße 140 (Karte)                                                                        | Bezeichnet mit 1732                                                    | Baugeschichtlich und sozialgeschichtlich von Bedeutung | 09270609 |
| Weitere Bilder                          | Wohnhaus (Umgebinde) mit Oberlaube | Hauptstraße 141 (Karte)                                                                        | 1. Hälfte 19. Jahrhundert                                              | Baugeschichtlich und sozialgeschichtlich von Bedeutung | 09270608 |
| Weitere Bilder                          | Wohnhaus (Umgebinde) mit rückwärtigem Anbau | Hauptstraße 142 (Karte)                                                                        | 2. Hälfte 19. Jahrhundert                                              | Eingeschossig mit Drempel, baugeschichtlich und sozialgeschichtlich von Bedeutung | 09270606 |
| Direkt Bild zu diesem Denkmal hochladen | Wohnhaus (Umgebinde) | Hauptstraße 143 (Karte)                                                                        | 2. Hälfte 19. Jahrhundert                                              | Baugeschichtlich und sozialgeschichtlich von Bedeutung | 09270607 |
|                                         | Wohnstallhaus (Umgebinde) | Hauptstraße 145 (Karte)                                                                        | Um 1800                                                                | Baugeschichtlich und sozialgeschichtlich von Bedeutung | 09270605 |
|                                         | Wohnhaus (Umgebinde) | Hauptstraße 146 (Karte)                                                                        | 1. Hälfte 19. Jahrhundert                                              | Eingeschossig, baugeschichtlich und sozialgeschichtlich von Bedeutung | 09270599 |
| Weitere Bilder                          | Wohnhaus (Umgebinde) | Hauptstraße 147 (Karte)                                                                        | 1. Hälfte 18. Jahrhundert                                              | Eingeschossig mit Drempel, baugeschichtlich und sozialgeschichtlich von Bedeutung | 09270600 |
|                                         | Wohnhaus (Umgebinde) | Hauptstraße 148 (Karte)                                                                        | Bezeichnet mit 1874                                                    | Eingeschossig mit Drempel, baugeschichtlich und sozialgeschichtlich von Bedeutung | 09270603 |
| Direkt Bild zu diesem Denkmal hochladen | Wohnhaus (Umgebinde) mit rückwärtiger Schleppe | Hauptstraße 151 (Karte)                                                                        | 1. Hälfte 19. Jahrhundert                                              | Baugeschichtlich und sozialgeschichtlich von Bedeutung | 09270602 |
| Direkt Bild zu diesem Denkmal hochladen | Wohnhaus | Hauptstraße 153 (Karte)                                                                        | Bezeichnet mit 1861                                                    | Fachwerk, baugeschichtlich von Bedeutung | 09270601 |
| Weitere Bilder                          | Sonnebergbaude, Gasthaus (Umgebinde) | Hauptstraße 154 (Karte)                                                                        | Ab 1844, Ursprung älter                                                | Bis 1927 der Obere Kretscham des 1665 vom Zittauer Rat angelegten Neudörfels, baugeschichtlich und ortsgeschichtlich von Bedeutung | 09270598 |
| Direkt Bild zu diesem Denkmal hochladen | Wohnhaus (Umgebinde) | Hauptstraße 155 (Karte)                                                                        | 2. Hälfte 19. Jahrhundert                                              | Eingeschossig, baugeschichtlich und sozialgeschichtlich von Bedeutung | 09270591 |
| Direkt Bild zu diesem Denkmal hochladen | Wohnhaus (Umgebinde) mit rückwärtigem Anbau | Hauptstraße 156 (Karte)                                                                        | 2. Hälfte 19. Jahrhundert                                              | Eingeschossig mit Drempel, baugeschichtlich und sozialgeschichtlich von Bedeutung | 09270590 |
| Direkt Bild zu diesem Denkmal hochladen | Wohnhaus (Umgebinde) | Hauptstraße 158 (Karte)                                                                        | 2. Hälfte 19. Jahrhundert                                              | Eingeschossig, baugeschichtlich und sozialgeschichtlich von Bedeutung | 09270586 |
| Direkt Bild zu diesem Denkmal hochladen | Wohnhaus (Umgebinde) | Hauptstraße 159 (Karte)                                                                        | Um 1860                                                                | Eingeschossig, baugeschichtlich und sozialgeschichtlich von Bedeutung | 09270585 |
| Direkt Bild zu diesem Denkmal hochladen | Wohnstallhaus (Umgebinde) und Brunnen | Hauptstraße 160 (Karte)                                                                        | 1807                                                                   | Baugeschichtlich und sozialgeschichtlich von Bedeutung | 09270584 |
| Direkt Bild zu diesem Denkmal hochladen | Grenzbaude, Gasthaus (Umgebinde) | Hauptstraße 161 (Karte)                                                                        | Bezeichnet mit 1836                                                    | Baugeschichtlich und ortsgeschichtlich von Bedeutung | 09270583 |
| Direkt Bild zu diesem Denkmal hochladen | Scheune | Hauptstraße 163 (Karte)                                                                        | Bezeichnet mit 1834                                                    | Baugeschichtlich und wirtschaftsgeschichtlich von Bedeutung | 09270582 |
|                                         | Zollhaus | Hauptstraße 166 (Karte)                                                                        | Bezeichnet mit 1938                                                    | Im Heimatstil errichtet, baugeschichtlich und ortsgeschichtlich von Bedeutung | 09303330 |
| Weitere Bilder                          | Wohnhaus (Umgebinde) | Herrenwalde 1 (Karte)                                                                          | 2. Hälfte 19. Jahrhundert                                              | Baugeschichtlich und sozialgeschichtlich von Bedeutung | 09270843 |
|                                         | Wohnhaus (Umgebinde) und Scheune | Herrenwalde 6 (Karte)                                                                          | 2. Hälfte 19. Jahrhundert                                              | Baugeschichtlich, sozialgeschichtlich und wirtschaftsgeschichtlich von Bedeutung | 09270842 |
| Weitere Bilder                          | Wohnhaus (Umgebinde) | Herrenwalde 7 (Karte)                                                                          | 2. Hälfte 19. Jahrhundert                                              | Eingeschossig, drei Dachhäuser, baugeschichtlich und städtebaulich von Bedeutung | 09270841 |
| Weitere Bilder                          | Spritzenhaus | Herrenwalde 7, 9 (zwischen) (Karte)                                                            | Bezeichnet mit 1867                                                    | Ortsgeschichtlich von Bedeutung | 09270840 |
|                                         | Wohnstallhaus (Umgebinde) mit angefügter Scheune | Herrenwalde 9 (Karte)                                                                          | Bezeichnet mit 1863                                                    | Baugeschichtlich, sozialgeschichtlich und wirtschaftsgeschichtlich von Bedeutung | 09270839 |
|                                         | Wohnhaus (Umgebinde) | Herrenwalde 10 (Karte)                                                                         | 2. Hälfte 19. Jahrhundert                                              | Baugeschichtlich und sozialgeschichtlich von Bedeutung | 09270838 |
| Weitere Bilder                          | Wohnhaus (Umgebinde) mit angefügter Scheune | Herrenwalde 12 (Karte)                                                                         | Bezeichnet mit 1880 (Wohnhaus); Ende 19. Jahrhundert (Scheune)         | Baugeschichtlich, sozialgeschichtlich und wirtschaftsgeschichtlich von Bedeutung | 09270837 |
| Direkt Bild zu diesem Denkmal hochladen | Wohnhaus (Umgebinde) | Herrenwalde 13 (Karte)                                                                         | 1. Hälfte 19. Jahrhundert                                              | Eingeschossig, baugeschichtlich und sozialgeschichtlich von Bedeutung | 09270836 |
| Direkt Bild zu diesem Denkmal hochladen | Wohnhaus (Umgebinde) mit angefügter Scheune | Herrenwalde 14 (Karte)                                                                         | Bezeichnet mit 1878                                                    | Einhaus, baugeschichtlich, sozialgeschichtlich und wirtschaftsgeschichtlich von Bedeutung | 09270835 |
| Weitere Bilder                          | Wohnhaus (Umgebinde) mit rückseitiger Schleppe | Herrenwalde 16 (Karte)                                                                         | 2. Hälfte 19. Jahrhundert                                              | Doppelstubenhaus, eingeschossig, baugeschichtlich und sozialgeschichtlich von Bedeutung | 09270834 |
|                                         | Wohnhaus (Umgebinde) | Herrenwalde 18 (Karte)                                                                         | 1. Hälfte 19. Jahrhundert                                              | Baugeschichtlich und sozialgeschichtlich von Bedeutung. Obergeschoss holzverkleidet | 09270832 |
|                                         | Wohnhaus (Umgebinde) | Herrenwalde 19 (Karte)                                                                         | 2. Hälfte 19. Jahrhundert                                              | Baugeschichtlich und sozialgeschichtlich von Bedeutung | 09270833 |
|                                         | Dreiseithof mit Wohnhaus (Umgebinde) und zwei Scheunen | Herrenwalde 20 (Karte)                                                                         | 2. Hälfte 18. Jahrhundert                                              | Baugeschichtlich, sozialgeschichtlich und wirtschaftsgeschichtlich von Bedeutung. Wohnhaus mit Schleppe in den Hof, am Obergeschoss Wandschiefermuster, außen zwei Fledermausgaupen, Krüppelwalmen | 09270831 |
|                                         | Wohnhaus (Umgebinde) | Herrenwalde 22 (Karte)                                                                         | 1. Hälfte 19. Jahrhundert                                              | Rückseitige Schleppe, eingeschossig, baugeschichtlich und sozialgeschichtlich von Bedeutung | 09270830 |
|                                         | Wohnhaus in zwei Flügeln (beide Umgebinde) | Herrenwalde 23 (Karte)                                                                         | 2. Hälfte 19. Jahrhundert                                              | Straßenseitiger Flügel eingeschossig, nach hinten abwinkelnder Flügel zweigeschossig, baugeschichtlich und sozialgeschichtlich von Bedeutung | 09270828 |
|                                         | Grenzstübel: Wohnhaus (Umgebinde) | Herrenwalde 24 (Karte)                                                                         | 2. Hälfte 18. Jahrhundert                                              | Baugeschichtlich und ortsgeschichtlich von Bedeutung, ehemals mit Gaststätte | 09270829 |
| Direkt Bild zu diesem Denkmal hochladen | Wohnhaus, kleine hölzerne Gartenlaube und Einfriedungspfeiler | Herrenwalde 25 (Karte)                                                                         | Um 1900                                                                | Baugeschichtlich von Bedeutung | 09270827 |
|                                         | Wohnhaus (Umgebinde) eines Bauernhofes | Herrenwalde 26 (Karte)                                                                         | Bezeichnet mit 1800                                                    | Baugeschichtlich und sozialgeschichtlich von Bedeutung, sehr schöner Sandstein-Türstock | 09270826 |
| Direkt Bild zu diesem Denkmal hochladen | Wohnhaus (Umgebinde) | Herrenwalde 27 (Karte)                                                                         | 1. Hälfte 19. Jahrhundert                                              | Baugeschichtlich und sozialgeschichtlich von Bedeutung. Obergeschoss Fachwerk verschiefert | 09270825 |
| Direkt Bild zu diesem Denkmal hochladen | Wohnhaus (Umgebinde) | Herrenwalde-Oberdörfel 1 (Karte)                                                               | 2. Hälfte 19. Jahrhundert                                              | Eingeschossig, baugeschichtlich und sozialgeschichtlich von Bedeutung | 09270844 |
| Direkt Bild zu diesem Denkmal hochladen | Wohnhaus | Herrenwalde-Oberdörfel 2 (Karte)                                                               | Bezeichnet mit 1830, vermutlich älterer Kern                           | Obergeschoss Fachwerk, baugeschichtlich von Bedeutung | 09270845 |
| Direkt Bild zu diesem Denkmal hochladen | Wohnhaus (Umgebinde) | Herrenwalde-Oberdörfel 4 (Karte)                                                               | 2. Hälfte 19. Jahrhundert                                              | Baugeschichtlich und sozialgeschichtlich von Bedeutung | 09270846 |
|                                         | Wohnhaus (Umgebinde) | Herrenwalde-Oberdörfel 10 (Karte)                                                              | 1. Hälfte 19. Jahrhundert                                              | Baugeschichtlich und sozialgeschichtlich von Bedeutung | 09270847 |
|                                         | Wohnhaus (Umgebinde) | Herrenwalde-Oberdörfel 11 (Karte)                                                              | 2. Hälfte 19. Jahrhundert                                              | Eingeschossig mit Drempel, baugeschichtlich und sozialgeschichtlich von Bedeutung | 09270848 |
|                                         | Wohnhaus (Umgebinde) | Herrenwalde-Oberdörfel 13 (Karte)                                                              | 2. Hälfte 19. Jahrhundert                                              | Eingeschossig, baugeschichtlich und sozialgeschichtlich von Bedeutung | 09270849 |
| Weitere Bilder                          | Goetheschule | Herrenwalder Straße 1, 2 (Karte)                                                               | Um 1900                                                                | Roter Backstein, Giebel auf betonter Mittelachse, baugeschichtlich und ortsgeschichtlich von Bedeutung | 09270799 |
| Direkt Bild zu diesem Denkmal hochladen | Wohnhaus (Umgebinde) | Hirschweg 1 (Karte)                                                                            | 2. Hälfte 19. Jahrhundert                                              | Doppelstubenhaus, baugeschichtlich und sozialgeschichtlich von Bedeutung | 09270750 |
| Direkt Bild zu diesem Denkmal hochladen | Wohnstallhaus (Umgebinde) und Scheune | Hirschweg 3 (Karte)                                                                            | Bezeichnet mit 1808                                                    | Baugeschichtlich, sozialgeschichtlich und wirtschaftsgeschichtlich von Bedeutung | 09270749 |
|                                         | Wohnhaus (Umgebinde) | Hirschweg 4 (Karte)                                                                            | Bezeichnet mit 1796                                                    | Baugeschichtlich und sozialgeschichtlich von Bedeutung | 09270744 |
|                                         | Wohnhaus (Umgebinde) | Hirschweg 5 (Karte)                                                                            | 2. Hälfte 19. Jahrhundert                                              | Baugeschichtlich und sozialgeschichtlich von Bedeutung | 09270743 |
| Weitere Bilder                          | Wohnhaus (Umgebinde) | Hirschweg 7 (Karte)                                                                            | 2. Hälfte 19. Jahrhundert                                              | Eingeschossig, baugeschichtlich und sozialgeschichtlich von Bedeutung | 09270742 |
| Direkt Bild zu diesem Denkmal hochladen | Wohnhaus (Umgebinde) | Hirschweg 9 (Karte)                                                                            | Bezeichnet mit 1841                                                    | Baugeschichtlich und sozialgeschichtlich von Bedeutung | 09270741 |
| Direkt Bild zu diesem Denkmal hochladen | Wohnhaus (Umgebinde) | Hirschweg 11 (Karte)                                                                           | 2. Hälfte 19. Jahrhundert                                              | Eingeschossig, baugeschichtlich und sozialgeschichtlich von Bedeutung | 09270740 |
|                                         | Wohnhaus (Umgebinde) | Hirschweg 12 (Karte)                                                                           | Bezeichnet mit 1859                                                    | Baugeschichtlich und sozialgeschichtlich von Bedeutung | 09270739 |
|                                         | Wohnhaus (Umgebinde) | Im Angstkorb 4 (Karte)                                                                         | 2. Hälfte 19. Jahrhundert                                              | Baugeschichtlich und sozialgeschichtlich von Bedeutung | 09270624 |
|                                         | Wohnhaus (Umgebinde) | Im Angstkorb 5 (Karte)                                                                         | Nach 1900                                                              | Baugeschichtlich und sozialgeschichtlich von Bedeutung | 09270625 |
| Direkt Bild zu diesem Denkmal hochladen | Wohnhaus (Umgebinde) | Im Angstkorb 6 (Karte)                                                                         | 2. Hälfte 19. Jahrhundert                                              | Eingeschossig, baugeschichtlich und sozialgeschichtlich von Bedeutung | 09270626 |
|                                         | Wohnhaus (Umgebinde) | Im Angstkorb 7 (Karte)                                                                         | 2. Hälfte 19. Jahrhundert                                              | Baugeschichtlich und sozialgeschichtlich von Bedeutung | 09270627 |
|                                         | Villa, Gartenpavillon und Einfriedung | Jonsdorfer Straße 2 (Karte)                                                                    | Um 1905                                                                | Baugeschichtlich von Bedeutung | 09270822 |
| Weitere Bilder                          | Wohnhaus (Umgebinde) | Mühlgässel 1 (Karte)                                                                           | Ende 19. Jahrhundert                                                   | Baugeschichtlich und sozialgeschichtlich von Bedeutung. Mit Buchstaben Herren Friseur Brückelt Damen | 09270858 |
| Weitere Bilder                          | Wohnhaus (Umgebinde) | Mühlgässel 4 (Karte)                                                                           | Vermutlich 1. Hälfte 19. Jahrhundert                                   | Baugeschichtlich und sozialgeschichtlich von Bedeutung | 09270712 |
| Weitere Bilder                          | Wohnhaus (Umgebinde) | Mühlgässel 5 (Karte)                                                                           | 1. Hälfte 19. Jahrhundert                                              | Baugeschichtlich und sozialgeschichtlich von Bedeutung | 09270710 |
| Weitere Bilder                          | Wohnhaus (Umgebinde) | Neusorge 1 (Karte)                                                                             | Ende 19. Jahrhundert                                                   | Eingeschossig mit Drempel, baugeschichtlich und sozialgeschichtlich von Bedeutung | 09270667 |
|                                         | Wohnhaus (Umgebinde) mit rückwärtigem Anbau | Neusorge 14 (Karte)                                                                            | Ende 19. Jahrhundert                                                   | Baugeschichtlich und sozialgeschichtlich von Bedeutung | 09270668 |
|                                         | Wohnhaus (Umgebinde) mit rückwärtigem Anbau | Neusorge 15 (Karte)                                                                            | 2. Hälfte 19. Jahrhundert                                              | Baugeschichtlich und sozialgeschichtlich von Bedeutung | 09270669 |
|                                         | Wohnhaus (Umgebinde) mit rückwärtigem Anbau und Stützmauer | Neusorge 17 (Karte)                                                                            | 2. Hälfte 19. Jahrhundert                                              | Baugeschichtlich und sozialgeschichtlich von Bedeutung | 09270670 |
| Direkt Bild zu diesem Denkmal hochladen | Wohnhaus (Umgebinde) | Neusorge 19 (Karte)                                                                            | 1. Hälfte 19. Jahrhundert                                              | Baugeschichtlich und sozialgeschichtlich von Bedeutung | 09270672 |
| Direkt Bild zu diesem Denkmal hochladen | Wohnhaus (Umgebinde) mit rückwärtigem Anbau | Neusorge 22 (Karte)                                                                            | 1. Hälfte 19. Jahrhundert                                              | Baugeschichtlich und sozialgeschichtlich von Bedeutung | 09270673 |
| Direkt Bild zu diesem Denkmal hochladen | Wohnhaus (Umgebinde) mit rückwärtiger Schleppe und nordwestlichem Stallgebäude | Neusorge 23 (Karte)                                                                            | 1. Hälfte 19. Jahrhundert                                              | Baugeschichtlich und sozialgeschichtlich von Bedeutung | 09270674 |
| Direkt Bild zu diesem Denkmal hochladen | Wohnhaus (Umgebinde) | Neusorge 26 (Karte)                                                                            | 1. Hälfte 19. Jahrhundert                                              | Eingeschossig, baugeschichtlich und sozialgeschichtlich von Bedeutung | 09301220 |
| Weitere Bilder                          | Dreiseithof mit Wohnhaus (Umgebinde), paralleler Scheune, vorn massiv, hinten Holz, Torpfeilern und Resten der Hofmauer | Saalendorf 1 (Karte)                                                                           | Bezeichnet mit 1769                                                    | Baugeschichtlich, sozialgeschichtlich und wirtschaftsgeschichtlich von Bedeutung | 09270850 |
| Weitere Bilder                          | Dreiseithof mit allen Bauten, dabei das Wohnhaus (Umgebinde), die parallelen und oberen Scheunen, hier auch Einfahrt mit Holzobergeschoss, sowie die Torpfeiler                                                                          | Saalendorf 2 (Karte)                                                                           | Bezeichnet mit 1752                                                    | Baugeschichtlich, sozialgeschichtlich und wirtschaftsgeschichtlich von Bedeutung. Schönes Barockportal mit Bezeichnung 1752. Geburtshaus von Heinrich Kämmel, Direktor des Zittauer Johanneums | 09270851 |
| Weitere Bilder                          | Wohnhaus (Umgebinde) eines Dreiseithofes | Saalendorf 3 (Karte)                                                                           | 2. Hälfte 18. Jahrhundert                                              | Baugeschichtlich und sozialgeschichtlich von Bedeutung | 09270852 |
| Weitere Bilder                          | Hakenhof mit Wohnstallhaus (Umgebinde) und Scheune | Saalendorf 4 (Karte)                                                                           | 2. Hälfte 19. Jahrhundert                                              | Baugeschichtlich, sozialgeschichtlich und wirtschaftsgeschichtlich von Bedeutung, Scheune massiv | 09270853 |
| Weitere Bilder                          | Gasthof Saalendorf (Umgebinde) | Saalendorf 13 (Karte)                                                                          | Bezeichnet mit 1822                                                    | Baugeschichtlich und ortsgeschichtlich von Bedeutung | 09270854 |
| Weitere Bilder                          | Wohnhaus (Umgebinde) mit seitlichem Anbau | Saalendorf 14 (Karte)                                                                          | 2. Hälfte 19. Jahrhundert                                              | Ohne angefügte Scheune, baugeschichtlich und sozialgeschichtlich von Bedeutung | 09270855 |
| Weitere Bilder                          | Wohnhaus (Umgebinde) | Saalendorf 15 (Karte)                                                                          | 1. Hälfte 19. Jahrhundert                                              | Baugeschichtlich und sozialgeschichtlich von Bedeutung | 09270856 |
| Weitere Bilder                          | Wohnhaus (Umgebinde) mit Oberlaube | Saalendorf 18 (Karte)                                                                          | 1. Hälfte 19. Jahrhundert                                              | Baugeschichtlich und sozialgeschichtlich von Bedeutung | 09270857 |
|                                         | Wohnhaus (Umgebinde) | Schiffnerweg 1 (Karte)                                                                         | 2. Hälfte 19. Jahrhundert                                              | Baugeschichtlich und sozialgeschichtlich von Bedeutung | 09270649 |
| Weitere Bilder                          | Wohnhaus (Umgebinde) | Schulgasse 1 (Karte)                                                                           | 2. Hälfte 19. Jahrhundert                                              | Eingeschossiges Doppelstubenhaus, baugeschichtlich und sozialgeschichtlich von Bedeutung | 09270819 |
| Weitere Bilder                          | Wohnhaus (Umgebinde) | Schulgasse 2 (Karte)                                                                           | 2. Hälfte 19. Jahrhundert                                              | Eingeschossig, in Hanglage, baugeschichtlich und sozialgeschichtlich von Bedeutung | 09270818 |
| Weitere Bilder                          | Wohnhaus (Umgebinde) | Schulgasse 3 (Karte)                                                                           | Bezeichnet mit 1784                                                    | Bezeichnet mit 1784 im Türsturz, eingeschossig, baugeschichtlich und sozialgeschichtlich von Bedeutung | 09270817 |
|                                         | Wohnhaus (Umgebinde) | Windgasse 3 (Karte)                                                                            | 2. Hälfte 19. Jahrhundert                                              | Baugeschichtlich und sozialgeschichtlich von Bedeutung | 09270623 |
| Direkt Bild zu diesem Denkmal hochladen | Wohnhaus (Umgebinde) mit rückwärtigem Anbau | Windgasse 6 (Karte)                                                                            | 2. Hälfte 19. Jahrhundert                                              | Eingeschossig, Vorhaus, Hechtgaube, baugeschichtlich und sozialgeschichtlich von Bedeutung | 09270622 |
|                                         | Wohnhaus (Umgebinde) mit rückwärtigem Anbau | Windgasse 8 (Karte)                                                                            | 2. Hälfte 19. Jahrhundert                                              | Baugeschichtlich und sozialgeschichtlich von Bedeutung | 09270621 |

## Streichungen von der Denkmalliste
| Bild                                    | Bezeichnung                                                  | Lage                     | Datierung                                             | Beschreibung | ID       |
| --------------------------------------- | ------------------------------------------------------------ | ------------------------ | ----------------------------------------------------- | --- | -------- |
| Direkt Bild zu diesem Denkmal hochladen | Turm mit Fachwerk                                            | Am Butterberg 8 (Karte)  | 19. Jahrhundert                                       | Möglicherweise Taubenturm, baugeschichtlich bedeutsam; nach 2014 von der Denkmalliste gestrichen                                                                             | 09304607 |
| Direkt Bild zu diesem Denkmal hochladen | Stützmauer an der Dorfstraße (Haus kein Denkmal)             | Am Kirschhübel 3 (Karte) | 19. Jahrhundert                                       | Nach 2014 von der Denkmalliste gestrichen | 09304608 |
| Direkt Bild zu diesem Denkmal hochladen | Wohnhaus (Umgebinde)                                         | Am Sonneberg 8 (Karte)   | 2. Hälfte 19. Jahrhundert                             | Eingeschossig, baugeschichtlich und sozialgeschichtlich von Bedeutung; nach 2014 von der Denkmalliste gestrichen                                                             | 09270592 |
| Weitere Bilder                          | Häusleranwesen                                               | Dorfstraße 9 (Karte)     | 1. Hälfte 19. Jahrhundert                             | Eingeschossig, massiv, baugeschichtlich bedeutsam; nach 2014 von der Denkmalliste gestrichen                                                                                 | 09304609 |
| Weitere Bilder                          | Wohnhaus (Umgebinde) und Bach mit gemauertem Bett und Schütz | Hauptstraße 51 (Karte)   | 1. Hälfte 19. Jahrhundert                             | Baugeschichtlich bedeutsam, Blockstube aufgerissen durch Ladenfenster, ansonsten alles intakt; nach 2014 von der Denkmalliste gestrichen                                     | 09304610 |
| Weitere Bilder                          | Wohnhaus (Umgebinde), dazu das gemauerte Bachbett            | Hauptstraße 94 (Karte)   | Um 1850                                               | Haus zweigeschossig mit Schleppe, baugeschichtlich bedeutsam; nach 2014 von der Denkmalliste gestrichen                                                                      | 09304611 |
| Direkt Bild zu diesem Denkmal hochladen | Wasserstube                                                  | Hauptstraße 100 (Karte)  | 18./19. Jahrhundert                                   | Sandsteinblöcke, große Deckplatte, wirtschafts- und sozialgeschichtlich bedeutsam; nach 2014 von der Denkmalliste gestrichen                                                 | 09304612 |
| Direkt Bild zu diesem Denkmal hochladen | Wohnhaus (Umgebinde)                                         | Hauptstraße 150 (Karte)  | 19. Jahrhundert                                       | Eingeschossig, baugeschichtlich bedeutsam; nach 2014 von der Denkmalliste gestrichen                                                                                         | 09304613 |
| Weitere Bilder                          | Wohnhaus (Umgebinde)                                         | Herrenwalde 3 (Karte)    | Um 1800                                               | Mächtiger Bau mit rückwärtiger Schleppe, baugeschichtlich bedeutsam; nach 2014 von der Denkmalliste gestrichen                                                               | 09304614 |
| Direkt Bild zu diesem Denkmal hochladen | Wohnhaus und Nebengebäude                                    | Herrenwalde 28 (Karte)   | 1. Hälfte 19. Jahrhundert (Wohnhaus); bez. 1724 (Tür) | Wohnhaus: außergewöhnlicher Türstock von handwerklich-künstlerischer Bedeutung, Obergeschoss Fachwerk, baugeschichtlich bedeutsam; nach 2014 von der Denkmalliste gestrichen | 09304615 |

## Tabellenlegende
- Bild: Bild des Kulturdenkmals, ggf. zusätzlich mit einem Link zu weiteren Fotos des Kulturdenkmals im Medienarchiv Wikimedia Commons. Wenn man auf das Kamerasymbol klickt, können Fotos zu Kulturdenkmalen aus dieser Liste hochgeladen werden:
- Bezeichnung: Denkmalgeschützte Objekte und ggf. Bauwerksname des Kulturdenkmals
- Lage: Straßenname und Hausnummer oder Flurstücknummer des Kulturdenkmals. Die Grundsortierung der Liste erfolgt nach dieser Adresse. Der Link (Karte) führt zu verschiedenen Kartendiensten mit der Position des Kulturdenkmals. Fehlt dieser Link, wurden die Koordinaten noch nicht eingetragen. Sind diese bekannt, können sie über ein Tool mit einer Kartenansicht einfach nachgetragen werden. In dieser Kartenansicht sind Kulturdenkmale ohne Koordinaten mit einem roten bzw. orangen Marker dargestellt und können durch Verschieben auf die richtige Position in der Karte mit Koordinaten versehen werden. Kulturdenkmale ohne Bild sind an einem blauen bzw. roten Marker erkennbar.
- Datierung: Baubeginn, Fertigstellung, Datum der Erstnennung oder grobe zeitliche Einordnung entsprechend des Eintrags in der sächsischen Denkmaldatenbank
- Beschreibung: Kurzcharakteristik des Kulturdenkmals entsprechend des Eintrags in der sächsischen Denkmaldatenbank, ggf. ergänzt durch die dort nur selten veröffentlichten Erfassungstexte oder zusätzliche Informationen
- ID: Vom Landesamt für Denkmalpflege Sachsen vergebene, das Kulturdenkmal eindeutig identifizierende Objekt-Nummer. Der Link führt zum PDF-Denkmaldokument des Landesamtes für Denkmalpflege Sachsen. Bei ehemaligen Kulturdenkmalen können die Objektnummern unbekannt sein und deshalb fehlen bzw. die Links von aus der Datenbank entfernten Objektnummern ins Leere führen. Ein ggf. vorhandenes Icon  führt zu den Angaben des Kulturdenkmals bei Wikidata.